# 46270 Margaretlandis
46270 Margaretlandis è un asteroide della fascia principale. Scoperto nel 2001, presenta un'orbita caratterizzata da un semiasse maggiore pari a 3,224677 UA e da un'eccentricità di 0,129004, inclinata di 1,906512° rispetto all'eclittica. Ha un diametro di 7,323 km.